# Solatopupa psarolena
Solatopupa psarolena is een slakkensoort uit de familie van de Chondrinidae. De wetenschappelijke naam van de soort is voor het eerst geldig gepubliceerd in 1858 door Bourguignat.